# Masthigondanahalli, Turuvekere
Masthigondanahalli là một làng thuộc tehsil Turuvekere, huyện Tumkur, bang Karnataka, Ấn Độ.